# マンハッタン無宿
『マンハッタン無宿』（マンハッタンむしゅく 原題：Coogan's Bluff）は、ドン・シーゲルが監督・製作した1968年のアメリカ合衆国の犯罪スリラーアクション映画。

## 概要
『ダーティハリー』のドン・シーゲルとクリント・イーストウッドが初めてコンビを組んだ作品。
本作の設定はのちにテレビドラマ『警部マクロード』に転用された（同じハーマン・ミラーが脚本を担当）。
映画のタイトルは、ニューヨーク市の自然のランドマークであるクーガンズ・ブラフに由来。

## あらすじ
アリゾナ州の保安官助手を務めるクーガンは、強引な捜査手法で同僚から避けられる一匹狼的な存在だった。上司のマクリー保安官は厄介払いを兼ねて、クーガンをニューヨークに派遣し、凶悪犯リンガーマンの身柄を引き取ってくるように命令する。クーガンは早速ニューヨーク市警を訪れるが、責任者のマッケルロイ警部補から「リンガーマンは精神病院に入院中で、釈放の手続きが済むまで待っていろ」と追い返されてしまう。クーガンは市警で出会った女性犯罪人専門の保護官ジュリーと交際しながら時間を潰すが、手続きに時間がかかっていることに苛立ち、精神病院から強引にリンガーマンを連れ出してしまう。しかし、クーガンは空港に到着した途端、リンガーマンの情婦リニーと彼女の仲間に襲われ、リンガーマンに逃げられてしまう。
責任を感じたクーガンは単独で捜査を始め、リンガーマンの母親のアパートを訪れ尋問するが、その帰りに市警の捜査官たちに連行されてしまう。クーガンはマッケルロイから「捜査権のないニューヨークでの捜査を止めろ」と警告され、さらに彼から連絡を受けたマクリーが帰還命令を出したため、クーガンはニューヨークを離れざるを得なくなった。クーガンはジュリーのアパートに向かい、彼女の目を盗んでリニーの情報を手に入れ彼女の元に向かう。リニーの案内でリンガーマンの居場所に向かうが、そこにはリンガーマンはおらず、クーガンは彼の仲間たちに襲われる。警官が駆け付けたためクーガンは現場を離れて宿泊先に戻るが、リニーから話を聞いたジュリーが現れ口論になる。
クーガンは再びリニーのアパートに乗り込み、彼女を脅してリンガーマンの元に案内させる。リンガーマンはバイクに乗り込み逃亡し、クーガンも通行人のバイクを借りて追跡を始める。追跡の末にリンガーマンを取り押さえるが、そこにマッケルロイが警官を引き連れて現れる。クーガンからリンガーマンを引き取ったマッケルロイは、彼の違法捜査を不問にし、「引き渡しの手続きをするから、今度こそ大人しく待っていて欲しい」と伝え、クーガンもそれを受け入れる。手続きが終わりリンガーマンを引き取ったクーガンは、見送りに来たマッケルロイとジュリーと別れを交わしてニューヨークを去っていく。

## キャスト
| 役名                   | 俳優                             | 日本語吹替                           | 日本語吹替                                                                    |
| 役名                   | 俳優                             | フジテレビ版                         | 日本テレビ版                                                                  |
| ---------------------- | -------------------------------- | ------------------------------------ | ----------------------------------------------------------------------------- |
| クーガン               | クリント・イーストウッド         | 山田康雄                             | 山田康雄                                                                      |
| マッケルロイ警部補     | リー・J・コッブ                  | 富田耕生                             | 大平透                                                                        |
| ジュリー               | スーザン・クラーク               | 武藤礼子                             | 藤田淑子                                                                      |
| リンガーマン           | ドン・ストラウド                 | 近石真介                             | 渡部猛                                                                        |
| リニー・レイブン       | ティシャ・スターリング           | 杉山佳寿子                           | 榊原良子                                                                      |
| リンガーマンの母       | ベティ・フィールド               | 沼波輝枝                             | 麻生美代子                                                                    |
| マクリー保安官         | トム・タリー                     | 雨森雅司                             | 今西正男                                                                      |
| ミリー                 | メロディ・ジョンソン             |                                      | 小宮和枝                                                                      |
| ジャクソン巡査部長     | ジェームズ・エドワーズ           | 青野武                               |                                                                               |
| プッシー               | デイビッド・ドイル               |                                      | 広瀬正志                                                                      |
| タクシー運転手         | ルイ・ゾリッチ                   |                                      | 大山高男                                                                      |
| ジョー                 | シーモア・カッセル               |                                      | 谷口節                                                                        |
| ワンダフル・ディグビー | アルバート・ポップウェル         |                                      | 笹岡繁蔵                                                                      |
| エレベーターの乗客     | ドン・シーゲル（ノンクレジット） |                                      |                                                                               |
| 不明 その他            | N/A                              |                                      | 木原正二郎 亀井三郎 鈴木れい子 高村章子 弥永和子 水鳥鉄夫 山口健 キートン山田 |
| 日本語版スタッフ       |                                  |                                      |                                                                               |
| 演出                   | 演出                             | 山田悦司                             | 左近允洋                                                                      |
| 翻訳                   | 翻訳                             | 山田実                               | 篠原慎                                                                        |
| 効果                   | 効果                             | スリー・サウンド                     | PAG                                                                           |
| 調整                   | 調整                             | 栗林秀年                             | 飯塚秀保                                                                      |
| 制作                   | 制作                             | グロービジョン                       | グロービジョン                                                                |
| 解説                   | 解説                             | 前田武彦                             | 堀貞一郎                                                                      |
| 初回放送               | 初回放送                         | 1972年6月16日 『ゴールデン洋画劇場』 | 1984年11月14日 『水曜ロードショー』                                           |

## 音楽
Lalo Schifrin
Coogan's Bluff, film score

## 製作
ユニバーサル映画は、それまで反目していたクリント・イーストウッドに本作への出演を依頼し、100万ドルの出演料を提示して和解を求めた。出演交渉はドン・シーゲルの元エージェントだったジェニングス・ラングが担当し、ラングはイーストウッドの自宅で、彼がシーゲルと会談する手配を整えた。イーストウッドはシーゲルの初期の映画作品を3本観て、彼の実力に感銘を受け、これ以降二人は友人となり緊密なパートナーとなった。
映画のアイディアは、1967年にテレビドラマとして企画され、『ローハイド』の脚本家ハーマン・ミラーとジャック・レアードが脚本を担当した。イーストウッドが出演を承諾した後、ハワード・ロッドマンを加えた三人の脚本家は、ロケハンのためにニューヨークとモハーヴェ砂漠を訪れた。しかし、イーストウッドは製作会議に突然現れ、ミラーが書いた脚本に難色を示した。イーストウッドとシーゲルは、シーゲルと仕事をした経験があるディーン・リーズナーを新しく脚本家として迎え入れた。イーストウッドはリーズナーとはコミュニケーションをとっていなかったが、リーズナーがクーガンとリニーが性行為をするシーンを批判して以降は意思の疎通を図るようになり
、リーズナーはイーストウッドの意見を脚本に取り入れるようになった。主要キャストにはドン・ストラウド、リー・J・コッブ、スーザン・クラーク、ティシャ・スターリングが起用され、撮影は1967年11月から開始された。

## ソフトでの差異
本作はDVDの発売以降、理由は不明だが、一部シーン（約3分）のカット編集が行われたものが全世界でリリースされている。そのため、クーガンが事務所でリンガーマンの身柄をニューヨークから引き取るよう出張命令を受けるシーン、病院での短いシーン、そしてジュリーがニューヨーク近くの海を見渡せる展望台で話す場面がDVD以降はカットされている。なお、DVD以前のソフトにはこれらの編集がなく、ノーカットでリリースされていた。